# Nemzeti Bajnokság I 2005-06
La Nemzeti Bajnokság I 2005-06 fue la 104.ª temporada de la Primera División de Hungría. El nombre oficial de la liga fue Borsodi Liga por razones de patrocinio. La temporada se inició el 30 de julio de 2005 y finalizó el 3 de junio de 2006. El campeón fue el club Debreceni VSC, que consiguió su 2° título de liga y el segundo consecutivo.
Los dieciséis clubes en competencia disputan dos ruedas con un total de 30 partidos disputados por club. Al final de la temporada, los dos últimos clasificados descienden y son sustituidos por el campeón y subcampeón de la NB2, la segunda división de Hungría.
El Nyíregyháza Spartacus y el Békéscsaba Előre SC, ambos descendidos el pasado año, fueron sustituidos para esta temporada por el campeón y subcampeón de la NB2, el FC Tatabánya y el Rákospalotai EAC, respectivamente.

## Tabla de posiciones
- Al final de la temporada, el campeón se clasifica para la segunda ronda previa de la UEFA Champions League 2006-07. Mientras que el segundo en el campeonato y el campeón de la Copa de Hungría disputarán la Copa de la UEFA 2006-07.

|  |     | Equipo               | PJ | PG | PE | PP | GF | GC | DG  | PTS |
|  | --- | -------------------- | -- | -- | -- | -- | -- | -- | --- | --- |
|  | 1.  | Debreceni VSC        | 30 | 20 | 8  | 2  | 69 | 34 | +35 | 68  |
|  | 2.  | Újpest Budapest      | 30 | 20 | 5  | 5  | 74 | 37 | +37 | 65  |
|  | 3.  | FC Fehérvár (C)      | 30 | 19 | 7  | 4  | 52 | 24 | +28 | 64  |
|  | 5.  | MTK Budapest         | 30 | 18 | 6  | 6  | 65 | 33 | +32 | 60  |
|  | 6.  | Ferencváros Budapest | 30 | 10 | 11 | 9  | 43 | 38 | +5  | 41  |
|  | 6.  | FC Tatabánya (A)     | 30 | 11 | 8  | 11 | 46 | 45 | +1  | 41  |
|  | 7.  | Kaposvári Rákóczi    | 30 | 10 | 7  | 13 | 35 | 41 | -6  | 37  |
|  | 8.  | Diósgyőri VTK        | 30 | 10 | 7  | 13 | 33 | 44 | -11 | 37  |
|  | 9.  | Győri ETO            | 30 | 9  | 9  | 12 | 47 | 50 | -3  | 36  |
|  | 10. | FC Sopron            | 30 | 9  | 8  | 13 | 39 | 39 | 0   | 35  |
|  | 11. | Zalaegerszegi TE     | 30 | 9  | 8  | 13 | 42 | 47 | -5  | 35  |
|  | 12. | Pécsi MFC            | 30 | 8  | 9  | 13 | 37 | 41 | -4  | 33  |
|  | 13. | Honvéd Budapest      | 30 | 8  | 9  | 13 | 33 | 52 | -19 | 33  |
|  | 14. | Rákospalotai EAC (A) | 30 | 7  | 5  | 18 | 30 | 59 | -29 | 26  |
|  | 15. | Vasas Budapest       | 30 | 5  | 10 | 15 | 32 | 47 | -15 | 25  |
|  | 16. | Lombard-Pápa         | 30 | 5  | 7  | 18 | 30 | 76 | -46 | 22  |

- (C) Campeón de la Copa de Hungría.
- (A) Club ascendido la temporada anterior.

|  | Clasificado para la UEFA Champions League 2006-07.  |
|  | Clasificado para la Copa de la UEFA 2006-07.        |
|  | Clasificado para la Copa Intertoto de la UEFA 2006. |
|  | Descenso a la Nemzeti Bajnokság II.                 |

## Máximos goleadores
| Jugador      | Club            | Goles |
| ------------ | --------------- | ----- |
| Péter Rajczi | Újpest Budapest | 23    |